# Encarsia flava
Encarsia flava är en stekelart som först beskrevs av Compere 1936.  Encarsia flava ingår i släktet Encarsia och familjen växtlussteklar. Inga underarter finns listade i Catalogue of Life.